# Cardiochiles alboannulatus
Cardiochiles alboannulatus är en stekelart som beskrevs av Telenga 1955. Cardiochiles alboannulatus ingår i släktet Cardiochiles och familjen bracksteklar. Inga underarter finns listade.